# Trainingscomplex 1908
Trainingscomplex 1908 is het terrein aan de Sportlaan te Rotterdam waar de selectie van voetbalclub Feyenoord zijn trainingen afwerkt.

## Geschiedenis
In de zomer van 2017 werd het startschot gegeven van de bouw voor een nieuw trainingscomplex voor het eerste elftal van Feyenoord, op het terrein van de opgeheven club RVV Hillesluis. Toenmalig algemeen directeur Eric Gudde, technisch directeur Martin van Geel, president-commissaris Gerard Hoetmer, hoofdtrainer Giovanni van Bronckhorst en wethouder Adriaan Visser gaven het startsein voor de bouw op 28 juni 2017.
Het complex omvat twee voetbalvelden en een aparte keeperszone. De velden zijn voorzien van analysetechnieken. Verder is het gebouw voorzien van kantoren, een auditorium, een restaurant, ontspanningsruimte en kleedfaciliteiten met verschillende wellness-voorzieningen. Daarnaast staat een groot deel van het gebouw in het teken van sportmedische faciliteiten en afdelingen die zich bezig houden met research en prestaties van spelers.
Op 18 juni 2018 werd het trainingscomplex voor het eerst gebruikt door spelers van de selectie. De revaliderende Kenneth Vermeer, Jerry St. Juste en Jean-Paul Boëtius begonnen een week eerder dan de rest van de selectie aan hun voorbereiding op het seizoen 2018/19. Enkele dagen later, op woensdag 20 juni 2018, werd het complex officieel geopend.
In juni 2025 werd begonnen met de bouw van een bijgebouw nabij de autopoort van waaruit de hoofdtrainer, na oplevering, zijn persconferenties zal gaan geven.

### Architect
Het ontwerp van het complex was in handen van MoederscheimMoonen Architects uit Rotterdam. Zij tekenden naast dit complex ook voor het nog te realiseren vernieuwbouwproject van Sportcomplex Varkenoord voor de Feyenoord Academy, dat een jaar later werd opgeleverd. De projectleider van het nieuwe trainingscomplex was oud-Feyenoordspeler Alain Kooiman.

### Naam
Voor het kiezen van de naam voor het nieuwe trainingscomplex schreef Feyenoord een prijsvraag uit. De winnaar ontving een seizoenskaart voor de komende vijf seizoenen. Tijdens de nieuwjaarsreceptie van 2018 maakte algemeen directeur Jan de Jong de winnaar bekend. De jury, bestaande uit De Jong, hoofdtrainer Van Bronckhorst, clubambassadeur Gerard Meijer en bestuurslid van Het Legioen Chris de Back koos uit ruim 3.700 inzendingen de naam 'Trainingscomplex 1908', verwijzend naar het oprichtingsjaar van Feyenoord. Hoewel dit de officiële naam van het complex is, en de club het zelf dusdanig adresseert, noemt men het in de volksmond soms nog naar haar voorganger, Hillesluis.